# Kamienica przy placu Wolności 11 w Katowicach
Kamienica przy placu Wolności 11 w Katowicach – zabytkowa kamienica mieszkalno-usługowa, położona przy placu Wolności 11 w Katowicach, w granicach dzielnicy Śródmieście. Została ona oddana do użytku w 1904 roku według projektu Georga Schalschy w stylu secesji z elementami neogotyku.

## Historia

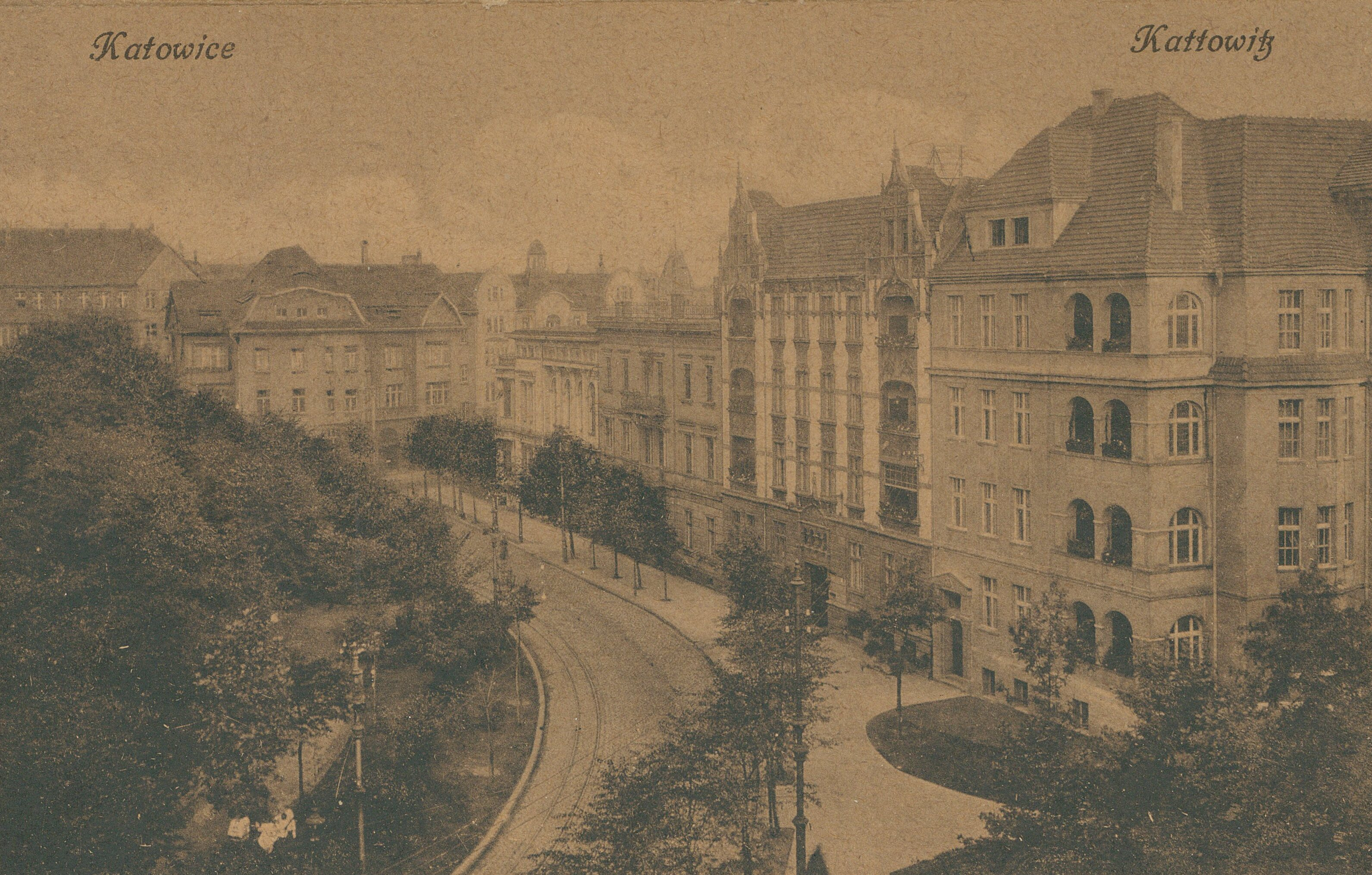
Widokówka wydana przed 1920 rokiem; druga od prawej strony widoczna kamienica pod nr. 11

Kamienicę budowano w latach 1903–1904, a powstała według projektu, który podpisał Georg Schalscha.
Przed 1909 rokiem w kamienicy działała firma Arnolda Benningfena „Samochody i wyroby gumowe”. W 1935 roku właścicielką kamienicy była Maria Rzymełka. Zamieszkiwały ją osoby różnych profesji, w tym m.in.: konsul hiszpański Michał Alberg i wiceprezes Wyższego Urzędu Górniczego inż. Stanisław Majewski. W kamienicy placówki miały wówczas siedziby następujące przedsiębiorstwa: biuro techniczne i spawalnicze Roberta Axmanna, Agencja Sprzedaży Drewna i spółka „Górnostephan” zajmująca się budową szybów i robotami górniczo-wiertniczymi.
11 sierpnia 1992 roku budynek wpisano do rejestru zabytków nieruchomych województwa katowickiego pod nr. A/1491/92. Ochroną objęto cały gmach.
W systemie REGON w połowie lipca 2023 roku były zarejestrowane 3 podmioty gospodarcze z siedzibą przy placu Wolności 11, w tym agencja artystyczna.

## Charakterystyka

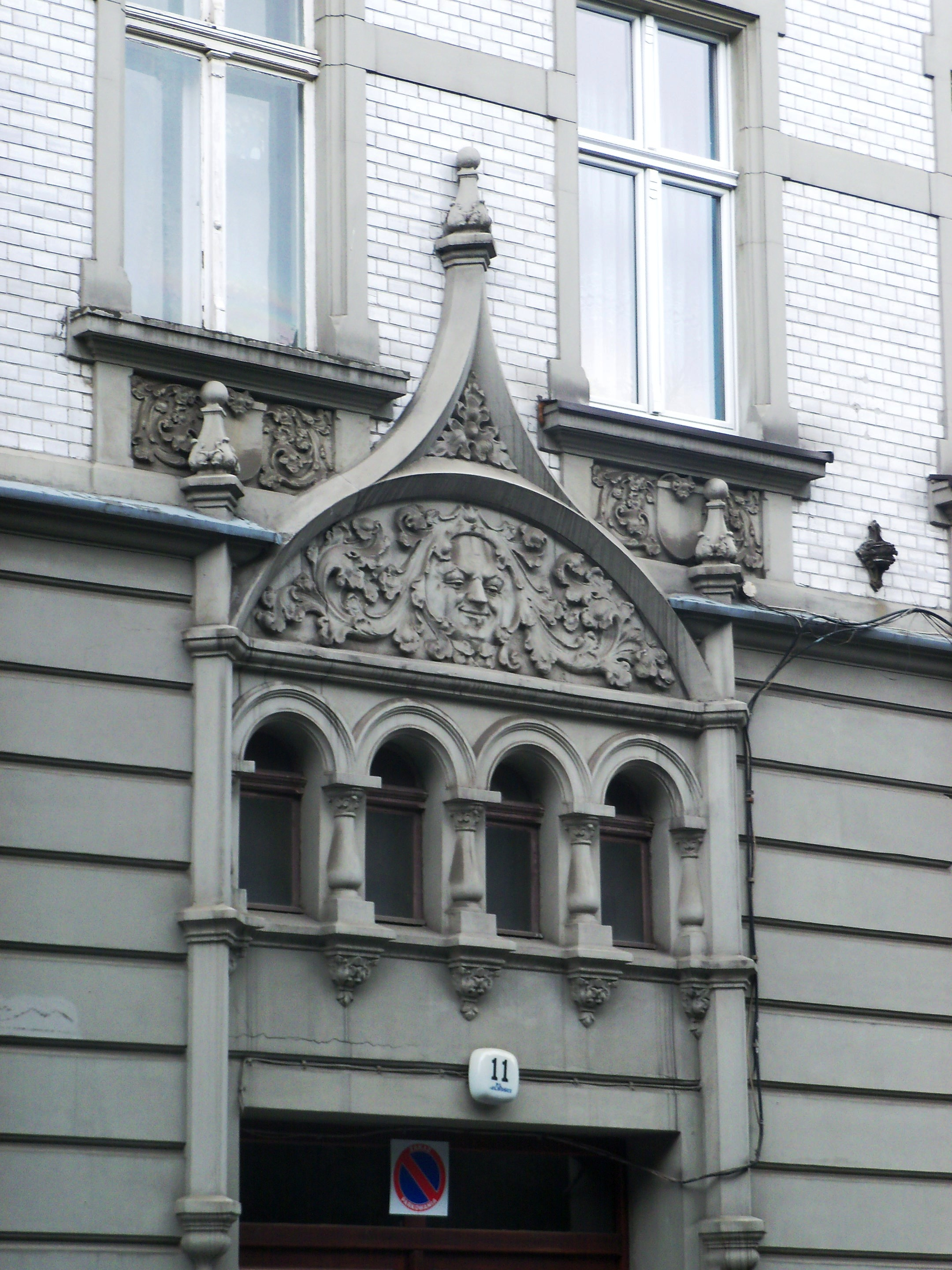
Ozdobne nadświetle nad bramą wjazdową do kamienicy

Kamienica mieszkalno-usługowa położona jest przy placu Wolności 11 w Katowicach, w zachodniej części dzielnicy Śródmieście, w południowej pierzei zwartej zabudowy placu.
Jest to budynek murowany z cegły, wzniesiony na planie prostokąta z dwoma oficynami bocznymi, zwieńczony dwuspadowym kalenicowym dachem krytym dachówką. Powierzchnia zabudowy kamienicy wynosi 313 m². Liczy 4 kondygnacje nadziemne i 1 podziemną.
Kamienica prezentuje cechy secesyjne z elementami neogotyku. Fasada kamienicy jest sześcioosiowa i symetryczna. Na skrajnych osiach została ona zaakcentowała płytkimi ryzalitami zwieńczonymi mansardami zamkniętymi łukowo. Parter kamienicy jest otynkowany, boniowany pasowo, zaś wyższe kondygnacje mają ceglaną okładzinę z poziomymi pasami tynku w poziomie ślemion okiennych. Budynek posiada bogate detale stiukowe – obramienia okien z motywami roślinnymi i maswerkami, pas ornamentalny pod gzymsem koronującym i maswerkowo-roślina dekoracja mansard.
Otwory okienne są przeważnie prostokątne, a w ryzalitach na trzeciej i czwartej kondygnacji są zamknięte łukami koszowymi. Stolarka okienna jest cztero- i sześciokwaterowa ze ślemieniem, a w ryzalitach wielokwaterowa ze ślemieniem.
W środkowej osi umieszczona jest brama z czterodzielnym nadświetlem zwieńczonym łukiem oślego grzbietu, wypełnionym maską i dekoracją roślinną. Brama jest zintegrowana z klatką schodową. Sień ozdobiona jest architektoniczną stiukową dekoracją ścian, a sufit posiada fasety i podziały ramowe. Schody na drugiej kondygnacji są zabiegowe, a wyżej dwubiegowe. Są one metalowe z drewnianymi stopniami i balustradami.
Kamienica prócz wpisu do rejestru zabytków nieruchomych chroniona jest wpisem do gminnej ewidencji zabytków miasta Katowice.